# ميت ترانبورج
ميت ترانبورج (بالدنماركية: Mette Tranborg)‏ مواليد 1 يناير 1996، هي لاعبة كرة يد دانمركية تلعب كظهير أيمن. مثلت منتخب الدنمارك لكرة اليد للسيدات.

## سجل المنافسة
شاركت في البطولات التالية:
- بطولة أوروبا لكرة اليد للسيدات 2014
- بطولة أوروبا لكرة اليد للسيدات 2016

## روابط خارجية
- ميت ترانبورج على موقع الاتحاد الأوروبي لكرة اليد (الإنجليزية)
- ميت ترانبورج على موقع اللجنة الأولمبية الدولية (الإنجليزية)